# Phillip MacDonald (surf)
Pour les articles homonymes, voir MacDonald.
Cet article possède un paronyme, voir Philip MacDonald.
Phillip MacDonald est un surfeur professionnel australien né le 4 mars 1979 à Canberra, 